# Timbrh
Timbrh, auch timbili, ist ein Lamellophon mit einem großen Kastenresonator, das von den Wute in der kameruner Region Centre gespielt wird. Die Lamellen dieses relativ seltenen Typs bestehen aus den harten Blattrippen von Raphiapalmen. In einem typischen Ensemble zur Tanzbegleitung spielen drei bis vier timbrh zusammen. Eine Variante mit einem kleineren Kasten wird nur solistisch zur Unterhaltung verwendet. Bei einer älteren, heute obsoleten Version des timbrh waren die Lamellen auf zwei parallel verbundenen, hälftig aufgeschnittenen Raphia-Blattrippen befestigt.

## Herkunft und Verbreitung

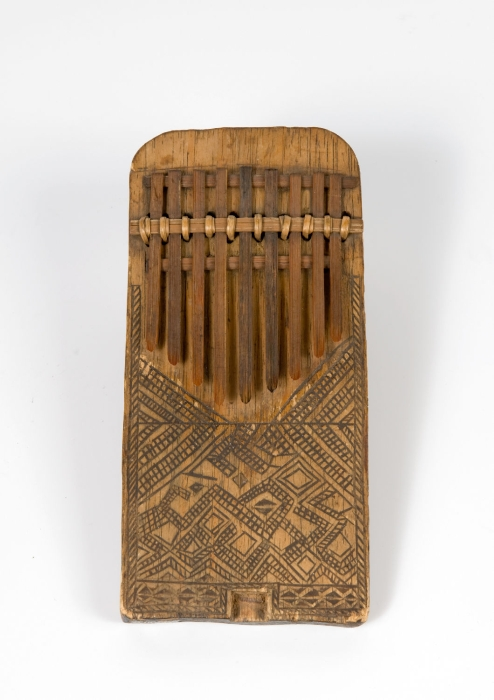
Brettlamellophon mit neun Bambuszungen aus der Provinz Cabinda im Norden von Angola, vor 1907.

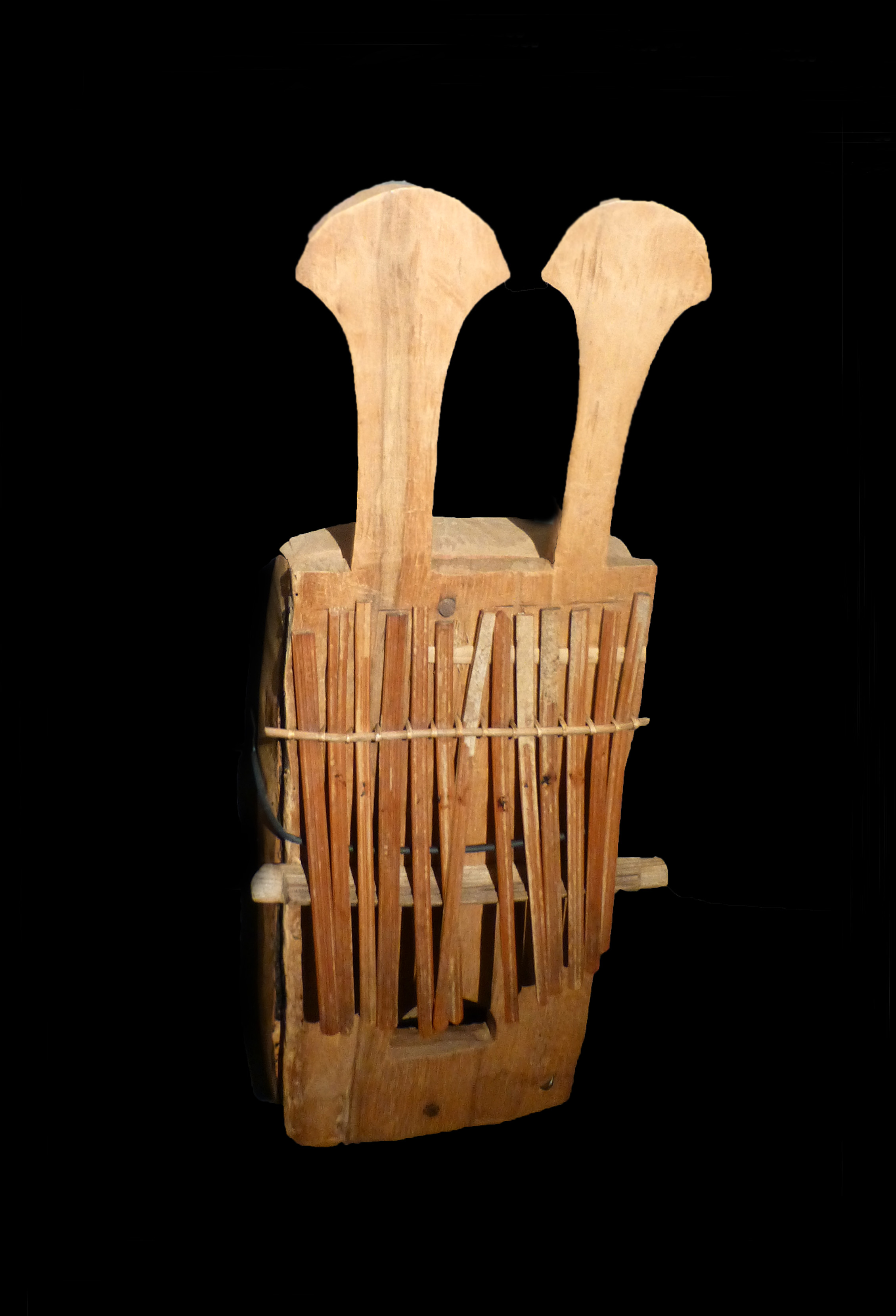
Lamellophon mit 13 Bambuszungen aus Gabun.

Lamellophone sind eine originäre Entwicklung Subsahara-Afrikas und gelangten durch afrikanischen Kulturexport auch in Länder außerhalb des Kontinents. Nach der Gestalt des Lamellenträgers und Resonators werden Lamellophone in fünf Grundtypen eingeteilt: 1. rechteckiges Brett mit und ohne einem externen Resonator, der fast immer aus einer Kalebassenhalbschale besteht (mbira dza vadzimu), 2. muschelschalenförmiger Lamellenträger, 3. glockenförmiger Lamellenträger, 4. kastenförmiger Lamellenträger und 5. floßförmiger oder unregelmäßig geformter Lamellenträger, alle jeweils mit oder ohne separaten Resonator. Ebenfalls möglich sind Klassifizierungen der Lamellophone nach dem gesellschaftlich-kulturellen Kontext oder deren Einordnung in eine der hauptsächlichen Verbreitungsregionen.
Lamellophone mit Zungen aus Raphia bilden heute eine kleine Minderheit. Seit wann es derartige Lamellophone gibt, lässt sich archäologisch nicht zurückverfolgen, denn sie bestehen aus leicht vergänglichem Pflanzenmaterial. Die frühesten Lamellophonzungen aus Eisen könnten, falls die Zweckbestimmung der in Kumadzulo im Süden Sambias gefundenen Eisenplättchen richtig sein sollte, Radiokarbondatierungen zufolge aus dem 5. bis 7. Jahrhundert stammen. Entsprechende Funde, die Brian Fagan in den 1960er Jahren in derselben Region um Kalomo machte, werden in das 10. und 11. Jahrhundert datiert. Der älteste schriftliche Beleg zu Lamellophonen stammt vom portugiesischen Missionar Frei João dos Santos (1609), der 1586 die Küste Mosambiks besuchte. Ein bautechnisches Detail – an der Unterseite der Lamellen festgeklebte Klümpchen von schwarzem Wachs – mit dem das timbrh und einige andere Lamellophone gestimmt werden, kommt erstmals in der Beschreibung einer 1783 bis 1792 in Brasilien durchgeführten Reise vor. Der in der portugiesischen Kolonie Brasilien geborene Naturforscher Alexandre Rodrigues Ferreira (1756–1815) bildet in seinem Werk ein von einem angolanischen Sklaven angefertigtes Lamellophon ab, das mit heutigen Instrumenten in Angola vergleichbar ist. Erst seit dem 19. Jahrhundert sind kolonialzeitliche Quellen zu Lamellophonen in größerer Zahl überliefert.
Gerhard Kubik (1999) fasst die mutmaßliche Entwicklungsgeschichte der Lamellophone zusammen. Demnach wurden Lamellophone mit Zungen aus Raphia oder Pflanzenrohr zuerst im 1. Jahrtausend v. Chr. von Benue-Kongo-Sprechern im zentralen Afrika erfunden und verwendet. Zu einer deutlich späteren Zeit gelangten Lamellophone von hier aus Richtung Westafrika zu den Kwa-Sprechern und ins nördliche zentrale Afrika zu den Adamaua-Sprechern. Im Verlauf des 1. Jahrtausends bis etwa 200 v. Chr. dürften sich Lamellophone mit Wanderungsbewegungen von Bantu-Sprechern aus ihrem angenommenen Ursprungsgebiet Ostnigeria und Westkamerun in Richtung südliches Afrika verbreitet haben. Für die ersten nachchristlichen Jahrhunderte werden Lamellophone mit Raphiazungen in der Provinz Katanga vermutet, von wo aus sie später das untere Sambesi-Tal und den Rovuma erreicht haben könnten. Wo Raphia fehlte, verwendete man ersatzweise Bambus oder andere Pflanzenrohre.
Jedenfalls dürften Lamellophone mit Raphiazungen wesentlich älter als solche mit Eisenzungen sein, also in ihrem Ursprungsgebiet vor der Einführung der Eisenverarbeitung in Zentralnigeria (Nok-Kultur) um die Mitte des 1. Jahrtausends v. Chr. verwendet worden sein. Aus der Epidermis von Raphiablattstielen herausgeschnittene Streifen stellen durch ihre Festigkeit und Elastizität ein naheliegendes Ausgangsmaterial für die Erfindung von Lamellophonzungen dar und bis heute wird im Verbreitungsgebiet der Art Raphia farinifera, das sich vom südöstlichen Nigeria über das zentrale und südliche Kamerun, Gabun und Äquatorialguinea bis in den Norden des Kongo erstreckt, Raphia für den Hausbau, Möbelbau, bis hin zur Herstellung von Kinderspielzeug und von Musikinstrumenten verwendet. Bernhard Ankermann (1901) führt mehrere unterschiedliche Lamellophontypen aus dem Raum Kamerun-Gabun an, deren Brett oder Resonanzkörper aus Raphiablattstielen gefertigt sind, darunter eine heute verschwundene Version des timbrh mit einem aus zwei parallelen Raphiastielhälften bestehenden Brett. Dieser Grad an Diversifizierung lässt auf ein hohes Alter der aus Raphia hergestellten Lamellophone schließen. Dagegen wurden in Südkamerun und Gabun Lamellophone mit Eisenzungen erst ab dem 19. Jahrhundert eingeführt. Ein anderes Musikinstrument aus Material der Raphiapalme, das nur in dieser Region vorkommt, ist die Kerbstegzither mvet.
Nach einer Einteilung der Lamellophone auf dem afrikanischen Kontinent in sieben Großregionen gehört das timbrh zur Region 1 (Ostnigeria und Kameruner Grasland). Wie diese Region gehört Region 2 (Gabun bis in den Osten der Demokratischen Republik Kongo) zur Zone der Raphiapalme. Die weiteren Regionen erstrecken sich über Ostafrika und das südliche Afrika. Eine Überschneidung mit den geographischen Regionen der Lamellophone bringt deren namentliche Zuordnung zu vier hauptsächlichen Wortstämmen: Der limba- (rimba-)Wortstamm kommt im Süden des Kongo, in Tansania und in Angola zur Bezeichnung von Lamellophonen und Xylophonen vor, der mbila- (mbira-)Wortstamm bezeichnet ebenfalls beide Instrumentengruppen in Sambia, Simbabwe und Mosambik, der sansi- (sanzi-)Wortstamm nur für Lamellophone überschneidet sich mit den genannten vom Kongo bis Angola und der kembe-Wortstamm bezeichnet einen bestimmten Lamellophontyp mit Kastenresonator, der im zentralen Afrika weit verbreitet ist.
Alle vier Wortgruppen gehören zu Bantusprachen, auch der von mbila abgeleitete Name timbila für einen Xylophontyp im südlichen Mosambik. Das Wort timbrh in der Wute-Sprache wird von benachbarten Sprachgruppen (fälschlich) als timbili ausgesprochen, ist jedoch nicht mit timbila verwandt. Gerhard Kubik (1964) hält timbila für wahrscheinlich lautmalerisch und verweist auf das lautlich verwandte adingili für eine mehrsaitige Bogenharfe in Norduganda.

## Bauform

### Lamellophon mit Kastenresonator

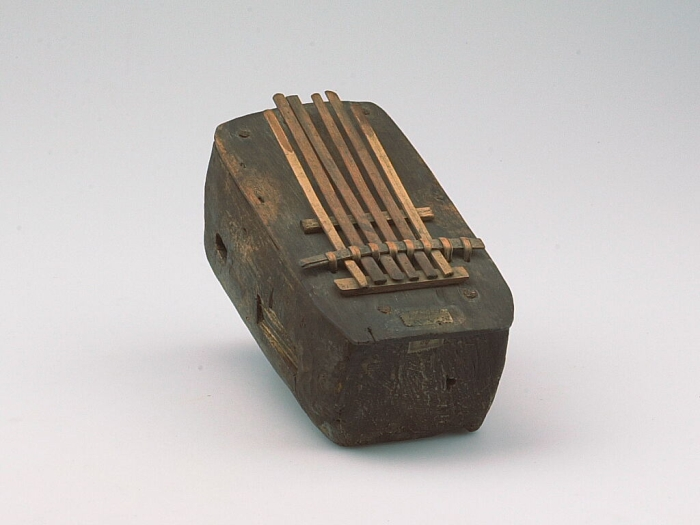
Kastenlamellophon mit sechs Bambuszungen aus dem Kongo, 1850–1885.

Die Lamellen des timbrh bestehen seit alter Zeit aus Raphia, obwohl das Kameruner Grasland zu den Gebieten gehört, in denen sehr früh Eisen verarbeitet wurde und das Königreich der Bamun etwa für die Produktion großer eiserner Einfachglocken und Stieldoppelglocken (ähnlich der westafrikanischen gankogui) bekannt war. Seit Anfang der 1920er Jahre stellen die Wute timbrh mit einem großen hölzernen Kastenresonator her. In der Decke des rechteckigen flachen Kastens befindet sich in der Hälfte unterhalb der Lamellen ein Schallloch in Form eines Kreissegments oder eines Quadrats mit zwei spitz-taillierten Seiten. Über den oberen Rand ragen in der Ebene der Decke zwei gleichschenklige Dreiecke hinaus, die Pfeilspitzen symbolisieren und auf die Vergangenheit der Wute als Jäger verweisen sollen. Ein anderes Exemplar besitzt drei kreisförmige Fortsätze am oberen Rand. Bis zu 20 Raphia-Lamellen sind mit einer ungefähr parallelen Unterkante nebeneinander angeordnet. Die mit dem oberen Rand abschließenden Lamellen werden mit einer quer über sie verlaufenden Druckstange in Position gehalten und durch einen darunter geschobenen Quersteg, der aus einem dreikantigen Raphiastreifen besteht, von der Decke abgehoben. Der Steg steht seitlich etwas über und ist mit einer um die Unterseite führenden Bastfaser fixiert.
Zum Stimmen werden die Lamellen verschoben, sodass sich die Länge des frei über den Steg hinausragenden Endes ändert. Die Tonhöhe wird außerdem durch schwarzes Wachs beeinflusst, das an der Unterseite der Lamellenspitze festgeklebt wird. Eine Besonderheit ist eine Nadel aus Raphia, die mit einem Wachsklumpen einseitig an der Oberseite der Lamellen mit einem Abstand von höchstens einem Millimeter aufgeklebt wird. Der Abstand wird sorgfältig nach Gehör justiert, solange das Wachs noch heiß ist und die Nadel bewegt werden kann. Deren frei schwingende Spitze gerät in sympathetische Schwingungen, wenn die Lamellen angezupft werden, was den Ton verstärkt und verlängert.
Die Lamellen sind bei einem von Gerhard Kubik beschriebenen timbrh auf eine tetratonische Skala (vier Töne pro Oktave) gestimmt. Zwei benachbarte Lamellen haben den Abstand von einer Oktave und werden paarweise mit den Daumen gezupft. Die relativen Tonhöhen entsprechen ungefähr C–E–G–A. Für dieses Instrument mit 17 Lamellen ergeben sich folgende Tonstufen von links nach rechts (die westliche Notation zeigt nur die Relation der Töne zueinander): Für den linken Daumen c1–c–G–g–A–a–E. Für den rechten Daumen E–e–e–a–A–c–C–G–g–A–e1. Bei anderen Lamellophonen der Wute kommt auch eine pentatonische Skala der zu Oktavpaaren geordneten Lamellen vor.
Ein verwandtes Lamellophon in der Region Ostnigeria – Kameruner Grasland ist das mbø ŋgo (mboton, auch mbø ong oder mbø enggo) der Tikar, dessen 12 bis 18 Raphialamellen V-förmig angeordnet sind und mit den Daumen und Zeigefingern beider Hände gezupft werden. Sein Korpus besteht aus einem ausgehöhlten rechteckigen Holzstück mit gerundetem Boden. Die Decke ist ein flaches, aufgenageltes Brett mit einem dreieckigen Schallloch etwas unterhalb der Mitte. Ein ausschließlich rituell verwendetes Lamellophon der Tikar, das einen schalenförmigen Resonator besitzt, heißt mbø menjang (der Name mendzan bezieht sich in Kamerun gleichermaßen auf Xylophone). Drei oder vier mbø menjang werden zusammen mit einer Zylindertrommel bei Opferzeremonien für verstorbene Häuptlinge gespielt.
Zum selben Lamellophontyp gehört auch das lukuka der Bamun. Bei einem Exemplar sind auf einem rechteckigen Holzkasten 17 Lamellen aus Pflanzenrohr angebracht. Die Lamellen lagern am oberen Ende auf einem kleinen Dreikantstab, an ihrem freien Ende auf einem höheren Dreikantstab und werden dazwischen von einer dünnen Eisenstange gegen die Decke gedrückt. Der Spieler zupft die Lamellen mit beiden Daumen. Die Decke ist über die obere Kante zu einem Schmuckfortsatz mit drei quadratischen Löchern verlängert. Die Anordnung der 17 Lamellen entspricht einem im Südwesten des Kongos vorkommenden Rohrlamellophontyp.

### Kleines Kastenlamellophon
Ein timbrh mit einem kleinen rechteckigen Resonanzkasten fand Gerhard Kubik 1970. Die Wute spielen es nur solistisch zur Unterhaltung, etwa bei der Wanderung auf den langen Pfaden zwischen den Dörfern, und nicht in einem Ensemble. Ein Exemplar dieses mwing timbrh („kleines timbrh“) genannten Typs misst 17,5 × 12 × 4 Zentimeter. Die Stärke des Deckenbretts beträgt 8 Millimeter, die 16 Lamellen aus Raphia sind durchschnittlich 10 Zentimeter lang und 6 bis 7 Millimeter breit. Die Lamellen werden mit Wachsklumpen an der Unterseite gestimmt, besitzen jedoch keine Nadeln an ihrer Oberseite. Die Lamellen sind zu Oktavenpaaren angeordnet und tetratonisch gestimmt. Dies ist die übliche Tonfolge der Wute-Musik, die nur gelegentlich zur Pentatonik erweitert wird.

### Raphia-Lamellophon
Bei der älteren Version des timbrh, von der einige im 19. Jahrhundert gesammelte Exemplare in Museen erhalten sind, bestehen Lamellen und Korpus aus Raphia. Ein aus zwei verbundenen Raphiastielhälften bestehendes Instrument aus Zentralkamerun, das sich im Münchner Stadtmuseum befindet, besitzt neun Lamellen, deren Enden eine ungefähr gerade Linie bilden und ein kleines dreieckiges Schallloch unter den Lamellen. Bei manchen dieser „floßartigen“ Lamellophone wurde das weiche Innere der Blattstiele ausgehöhlt, sodass sich Röhren ergeben, von denen zwei oder drei nebeneinanderliegend durch dünne Querstäbe verbunden sind. Dieser nahezu gänzlich aus Raphiapalme hergestellte Xylophontyp ist oder war im gesamten Kameruner Grasland bis nach Ostnigeria verbreitet. Durch die unterschiedlichen Befestigungsarten der Lamellen lassen sich die zahlreichen Raphia-Lamellophontypen einer bestimmten Region zuordnen. Der Ton von Lamellophonen mit einem Raphiakorpus ist allgemein leise und er verklingt schnell. Dies hat zur Erfindung der auf die Lamellen geklebten Nadeln geführt, die bereits bei den alten Raphia-Lamellophonen vorhanden sind.

## Spielweise
Üblicherweise werden zwei bis vier timbrh unterschiedlicher Größe zugleich in einem Ensemble zusammen mit einer Floßrassel kara (ähnlich der ostafrikanischen kayamba) zur Tanzbegleitung gespielt. Die Tanzmusikensembles entstanden in den 1950er Jahren unter dem Einfluss städtischer Popmusikstile. Der damals populäre Merengue und andere importierte Tanzstile wurden in Südkamerun auch von mendzan-Xylophonensembles übernommen und in den timbrh-Ensembles soweit verarbeitet, dass sie kaum noch erkennbar sind. Aus dem Zusammenspiel bilden sich überlagernde rhythmische Muster, die Gerhard Kubik inherent pattern nennt. Beim Zuhörer entsteht hierbei aus der simultanen Abfolge von schnellen Klangimpulsen der subjektive Höreindruck zusammenhängender rhythmischer Muster in unterschiedlichen Tonhöhen. Kubik erkannte das Phänomen illusionärer Rhythmusmuster zunächst in den Kompositionen der höfischen Musik in Buganda (Uganda) für das Holmxylophon amadinda und die Bogenharfe ennanga. Eine solche Kompositionstechnik ist auch für das Spiel des timbrh und anderer Lamellophone in Zentralkamerun charakteristisch und wird ebenfalls bei einigen Lamellophonen im südlichen Afrika (mbira, sansi und malimba) sowie bei der Brettzither bangwe in Malawi angewandt.
Die Kompositionen für timbrh, die von beiden Daumen mit sich verzahnenden (interlocking) Tonfolgen produziert werden, bestehen üblicherweise aus einem Zyklus von 12 oder 24 Zählzeiten. Die Rassel ergänzt einen gleichbleibenden Grundschlag, der von den Tänzern übernommen wird. Starke Offbeat-Betonungen erinnern Kubik an Jazzformen wie Boogie-Woogie und Swing.
Es ist unklar, woher beim Vergleich von timbrh-Musik in Kamerun und amadinda-Musik in Uganda die strukturellen Parallelen kommen, die offenbar über einen langen Zeitraum stabil geblieben sind. Kubik verknüpft die Musiktraditionen des Bantu-Sprachgebiets, zu deren Gemeinsamkeiten äquidistante Tonreihen, Oktavpaare, die Verschränkung zweier Tonfolgen und Rhythmusmuster gehören, mit der Ausbreitung der Bantusprachen von Kamerun über Ostafrika bis nach Angola. Obwohl Musiker der Wute bei Befragungen 1964 und 1970 ihr timbrh-Spiel für „modern“ erklärten, hält es Kubik für möglich, dass diesem eine sehr alte Tradition zugrunde liegt. Er stellt eine weite Verbindung her zu den tusona (Singular kasona) genannten Ideogrammen in Angola, die von älteren Männern der Ngangela (vakuluntu), die Luchazi sprechen, mit dem Finger in den Sandboden gezeichnet werden. Diese labyrinthischen Strukturen bestehen aus einem Muster von Punkten in gleichbleibenden Abständen, die von geschwungenen Linien umgeben sind. Sie haben einen lesbaren Inhalt, weil mit ihnen mythische Vorstellungen von Tieren und Ritualen ausgedrückt werden.